# Konchoide von de Sluze

Konchoide von de Sluze für verschiedene

Die Konchoide von de Sluze ist eine Schar von ebenen Kurven, die 1662 von René François Walther de Sluze untersucht wurde.
In Polarkoordinaten wird sie wie folgt ausgedrückt:
{\displaystyle r=\sec \theta +a\cos \theta }
Der Sekans ist die Kehrwertfunktion des Kosinus.
Für kartesische Koordinaten {\displaystyle (x,y)} gilt:
{\displaystyle (x-1)(x^{2}+y^{2})=ax^{2}}
Die kartesische Form hat jedoch für {\displaystyle a=0} einen Lösungspunkt {\displaystyle (0,0)}, der in der Polarkoordinatenform nicht vorhanden ist.
Diese Ausdrücke haben eine Asymptote {\displaystyle x=1} (für {\displaystyle a\neq 0}). Der Punkt, der von der Asymptote a am weitesten entfernt liegt, ist {\displaystyle (1+a,0)}. In {\displaystyle (0,0)} kreuzen sich Kurven für {\displaystyle a<-1} selbst.
Die Fläche zwischen Kurve und der Asymptote berechnet sich wie folgt:
{\displaystyle |a|(1+a/4)\pi \,} für {\displaystyle a\geq -1}
{\displaystyle \left(1-{\frac {a}{2}}\right){\sqrt {-(a+1)}}-a\left(2+{\frac {a}{2}}\right)\arcsin {\frac {1}{\sqrt {-a}}}} für {\displaystyle a<-1}
Die Fläche der Schleife ist
{\displaystyle \left(2+{\frac {a}{2}}\right)a\arccos {\frac {1}{\sqrt {-a}}}+\left(1-{\frac {a}{2}}\right){\sqrt {-(a+1)}}} für {\displaystyle a<-1}
Vier Kurven der Schar haben spezielle Namen:
- {\displaystyle a=0}, Gerade (Asymptote für die anderen Kurven der Schar)
- {\displaystyle a=-1}, Zissoide
- {\displaystyle a=-2}, rechte Strophoide
- {\displaystyle a=-4}, Trisektrix von Maclaurin